# Daubensand
Daubensand je občina v departmaju Bas-Rhin francoske regije Alzacija.
Leta 1990 je v občini živelo 299 oseb oz. 77 oseb/km².